# Elachistocleis bicolor

## Nomes Populares
Elachistocleis bicolor, conhecido por alguns nomes como rã-coxinha, devido ao seu formato ovalado e cabeça triangular semelhante a uma coxinha, sapinho-guarda ou sapinho-apito, por conta de sua vocalização aguda que lembra o som de um apito.

## Taxonomia e Sistemática
A Elachistocleis bicolor, classificada por Guérin-Meneville em 1838, é uma espécie de anfíbio da família Microhylidae. Pode ser encontrada no Paraguai, Brasil, Argentina e Uruguai. 
Desde 1841, há uma discussão sobre a identificação taxonômica das espécies Elachistocleis ovalis e E. bicolor, sendo estas, duas das três primeiras espécies de Elachistocleis descritas. A primeira espécie citada foi considerada, por Caramaschi (2010), um Nomen dubium. Desse modo, é importante entender que existem dois padrões de cores ventrais no gênero Elachistocleis e o padrão de peito e barriga imaculado é o que ocorre na E. bicolor. Ademais, esta carece de uma faixa médio-dorsal mas possui uma dobra dorso-lateral.
Outro ponto é sobre seus girinos. Esta espécie se reproduz em ambientes temporários, semipermanentes e lagoas permanentes, e sua prole pode ficar vulnerável a uma riqueza de predadores. Assim, os girinos desta espécie se movimentam constantemente entre o fundo e a superfície de lagoas, o que pode ser justificado pelo seu comportamento de forrageio de materiais em suspensão, o que poderia influenciar na sua predação por animais que utilizam do forrageamento conhecido como "sit-and-wait”.

## Descrição
Caracterizada por adultos que apresentam dimensões corporais variando entre 2,0 e 5,0 cm. Sua morfologia compreende um corpo ovóide, cabeça de formato pequeno e triangular, e dorso colorido em tonalidades que variam de castanho-escuro a castanho-amarelado, acompanhado por uma listra branca a amarelo-clara que se estende longitudinalmente do nariz até a região do uróstilo. A região ventral exibe coloração amarela, enquanto em alguns machos, a região gular apresenta pigmentação preta, e nas fêmeas, a coloração é amarelada.

Adicionalmente, na porção posterior, destaca-se uma linha estreita de tonalidade castanho-avermelhada. Esta espécie, de hábitos noturnos e fossoriais, é comumente encontrada em ambientes sazonalmente alagados de forma intermitente, assim como no folhiço presente em florestas ombrófilas e estacionais.

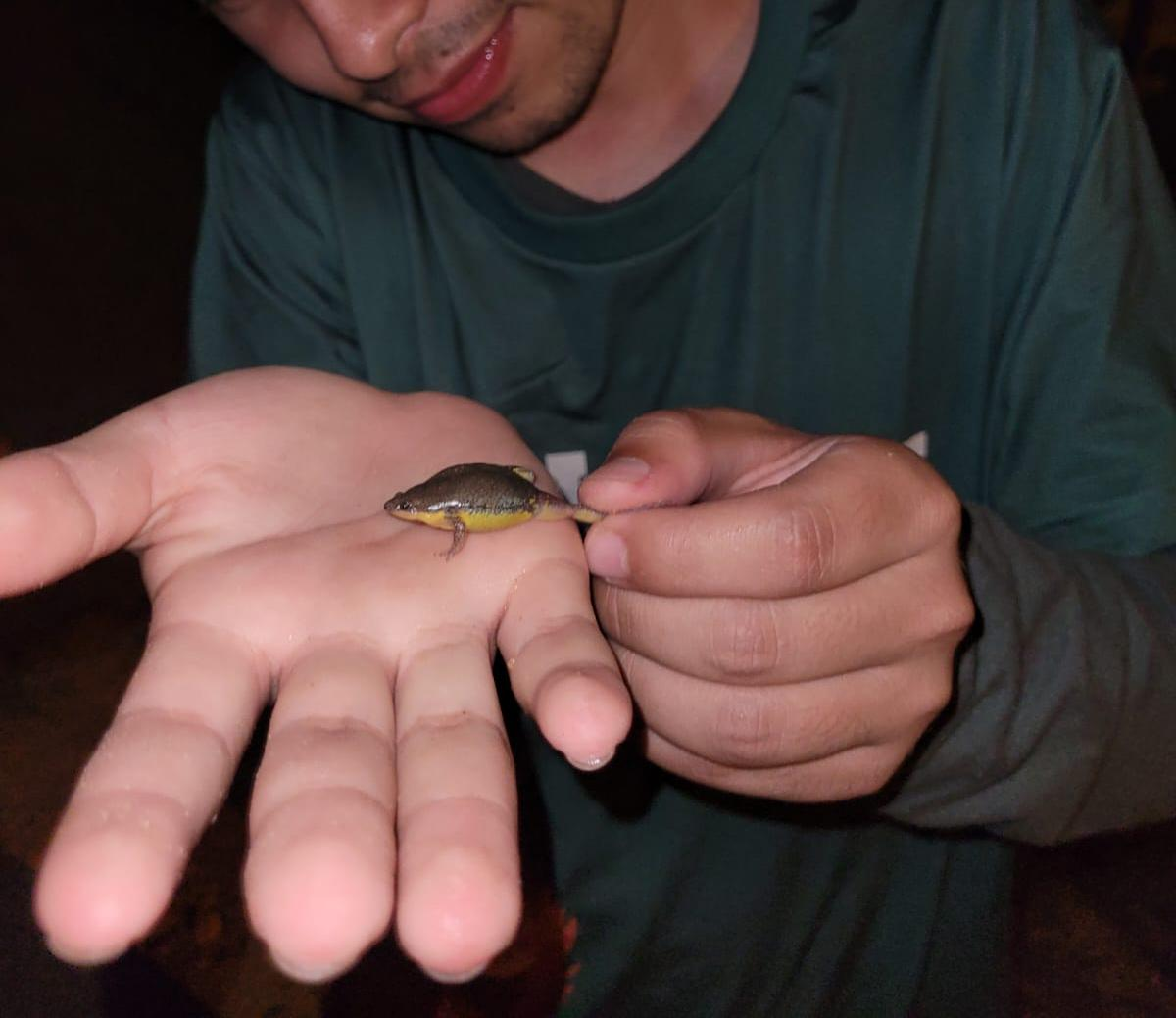
Rã - coxinha (Elachistocleis bicolor)

## Distribuição
A Elachistocleis bicolor possui uma distribuição geográfica ampla que abrange várias regiões da América do Sul. Essa espécie se estende por vários domínios fitogeográficos presentes na Argentina, Bolívia, Paraguai, Peru, Uruguai e Brasil, principalmente em áreas do sudeste da Bolívia, sul do Paraguai, nordeste da Argentina, sudeste do Brasil e no Uruguai. Além disso, um estudo recente relatou o primeiro registro de E. bicolor para o estado de Rondônia, Brasil, estendendo sua distribuição em 350 km a leste dos registros mais próximos em Beni, Bolívia e 715 km a sudoeste dos registros mais próximos no Amazonas.

## Habitat
Em relação ao habitat, a rã - coxinha é uma espécie abundante que ocorre em campos inundados sazonalmente e em florestas secas e úmidas. Ela também pode sobreviver em jardins rurais e áreas urbanas. Esses sapos são noturnos e semi-fossoriais em seu estilo de vida. Durante os períodos de estivação, eles podem ser encontrados dentro de ninhos de formigas e cupins. Este ambiente oferece condições ideais para a reprodução explosiva da espécie, que geralmente ocorre durante os períodos de chuvas intensas.

## Ecologia e Comportamento

### Alimentação
Elachistocleis bicolor é uma espécie considerada especialista devido ao seu principal recurso alimentício serem formigas, especificamente dos gêneros Pheidole e Solenopsis, pertencentes à subfamília Myrmicinae, e/ou cupins, dependendo da disponibilidade de recursos no ambiente. Comportamentos de forrageamento distintos foram observados nesta espécie, podendo ocorrer tanto ativamente quanto passivamente. 
Durante a busca ativa por alimento, o organismo enterra sua cabeça na serapilheira em busca de trilhas de formigas, permanecendo nessa posição por até 5 minutos. Estudos sugerem que microílideos, incluindo E. bicolor, podem utilizar o olfato para procurar ativamente trilhas de formigas, embora mais pesquisas sejam necessárias para compreender completamente esse comportamento. 
Na busca passiva por alimento, a estratégia adotada por E. bicolor é conhecida como "Sit-and-wait", caracterizada pelo organismo permanecer imóvel enquanto suas presas circulam nas proximidades. Adicionalmente, foi evidenciado que a atividade de forrageamento dessa espécie é influenciada por variáveis climáticas, como a pressão atmosférica, que aumenta após a ocorrência de chuvas, sinalizando o início das atividades de forrageamento.
A atividade de forrageamento está estritamente relacionada ao ciclo reprodutivo de E. bicolor. Durante o período de reprodução, que ocorre de dois a três dias após a chuva, os indivíduos não se alimentam, necessitando assim repor a energia despendida durante a reprodução.
Quanto à defesa contra mordidas de formigas, a espécie utiliza uma estratégia onde a borda posterior transversal dos olhos se estende para frente, cobrindo-os, enquanto a pele secreta substâncias viscosas, evitando assim as mordidas das formigas. Adicionalmente, considerando a alimentação desta espécie com formigas produtoras de alcalóides, é possível que E. bicolor seja capaz de incorporar essas toxinas como meio de defesa. Contudo, o valor adaptativo dessa toxina em espécies noturnas permanece desconhecido, requerendo investigações adicionais.

### Reprodução
Elachistocleis bicolor é uma espécie que realiza sua reprodução em corpos de água intermitentes, onde o macho atrai a fêmea por meio de seu canto de anúncio, assumindo uma posição semi-ereta e depositando os ovos no local de reprodução O canto do macho é longo e agudo, lembrando o som de um apito. 

Essa espécie segue um padrão de reprodução explosiva, comum na família Microhylidae. Este padrão é caracterizado por um curto período de reprodução, durante o qual ambos os sexos convergem de forma sincronizada para o local de reprodução. Esse fenômeno resulta em uma competição reduzida entre machos, ausência de estabelecimento de territórios e pouca seletividade por parte das fêmeas.
A reprodução da espécie ocorre exclusivamente após chuvas intensas, geralmente de dois a três dias após o evento pluviométrico, estando assim associada à estação chuvosa (novembro a março).
Além disso, é observado dimorfismo sexual em E. bicolor, onde as fêmeas apresentam um tamanho corporal maior em comparação aos machos. Outra característica distintiva é a pigmentação escura na região gular (do saco vocal) dos machos, enquanto nas fêmeas essa região é amarelada. Em aproximadamente 90% das espécies de anuros conhecidas, as fêmeas exibem um tamanho corporal superior ao dos machos. Diversos fenômenos podem explicar esse padrão, como a capacidade das fêmeas de reter uma maior quantidade de ovócitos, a seleção de machos menores devido à maior exposição à predação durante o período reprodutivo, ou a demanda energética reprodutiva dos machos, que impede o investimento dessa energia no crescimento.
Deve-se ressaltar que a pigmentação escura na região gular não é encontrada em todos os machos, sendo uma característica pouco estudada nessa espécie. Contudo, machos que apresentam essa pigmentação demonstram uma maior quantidade de tecido adiposo em comparação aos machos sem essa característica, possivelmente associada ao período reprodutivo. Machos com essa pigmentação podem ser capazes de realizar múltiplos eventos reprodutivos em comparação aos machos sem essa característica, além de exibirem um tamanho corporal maior.

### Ecologia
Os principais fatores biológicos que exercem controle sobre a densidade populacional de Elachistocleis bicolor são a predação e o parasitismo. A maioria dos predadores documentados é composta por invertebrados, incluindo aracnídeos e diversos grupos de insetos. Esses predadores podem alimentar-se tanto dos girinos, como no caso das larvas de libélulas, quanto na forma adulta/juvenil, exemplificado pelas baratas d'água. Vale ressaltar que vertebrados, como peixes e outros anuros, também desempenham um papel predatório. 
No que diz respeito aos parasitas, estes podem ser encontrados tanto externamente ao corpo (ectoparasitas) quanto internamente (endoparasitas) de E. bicolor. Entre os ectoparasitas, destacam-se sanguessugas e fungos, sendo exemplificados por Batrachochytrium dendrobatidis e Saprolegnia sp. Já entre os endoparasitas, destacam-se nematóides.

## Conservação
E. bicolor não possui grandes ameaças à sua espécie. Segundo a União Internacional para a Conservação da Natureza (IUCN), a espécie foi avaliada no ano de 2020, sendo classificada nas listas vermelhas globais para a categoria como de menor preocupação. Isso se dá ao fato de que esse anfíbio possui uma ampla distribuição, certa tolerância a diversos habitats e uma considerável população .  
No âmbito nacional, de acordo com a última atualização da lista oficial das espécies ameaçadas de extinção pela Portaria MMA nº 148, de 7 de junho de 2022, a rã-coxinha não foi incluída na mesma. Essa atualização foi realizada pelo Instituto Chico Mendes de Conservação da Biodiversidade (ICMBio) em conjunto com o Ministério do Meio Ambiente.  
Entretanto, há registros de uma doença cutânea denominada quitridiomicose que pode resultar na morte dos anfíbios. Essa doença é causada pelo fungo Batrachochytrium dendrobatidis. Este fungo infecta células queratinizadas dos anfíbios, comprometendo a respiração cutânea e a osmorregulação, possibilitando a produção e liberação de uma substância tóxica ao animal . 

Um estudo realizado na província de Misiones, região da mata atlântica na Argentina, comprovou a presença do fungo de B. dendrobatidis em um indivíduo de E. bicolor. Assim, este fungo, que anteriormente era encontrado em climas mais frios e que possui potencial para dizimar comunidades inteiras de anfíbios, pode representar um problema alarmante para os anuros da região onde a doença está se espalhando. . 